# XII Międzynarodowy Konkurs Pianistyczny im. Fryderyka Chopina
XII Międzynarodowy Konkurs Pianistyczny im. Fryderyka Chopina (również XII Konkurs Chopinowski) – 12. edycja Międzynarodowego Konkursu Pianistycznego im. Fryderyka Chopina, która rozpoczęła się 1 października 1990 w Warszawie. Organizatorem konkursu było Towarzystwo im. Fryderyka Chopina.  

## Charakterystyka konkursu
Wzięło w nim udział 110 pianistów z 28 krajów, (w tym 11 z Polski). 
| Lp. | Uczestnik            |
| 1.  | Tomasz Bartoszek     |
| 2.  | Wojciech Broczkowski |
| 3.  | Artur Cieślak        |
| 4.  | Kordian Góra         |

| Lp. | Uczestnik            |
| 5.  | Grzegorz Jastrzębski |
| 6.  | Wojciech Kocyan      |
| 7.  | Monika Konopko       |
| 8.  | Agnieszka Kulikow    |

| Lp. | Uczestnik        |
| 9.  | Marta Peter      |
| 10. | Zbigniew Raubo   |
| 11. | Wojciech Świtała |

| Lp. | Uczestnik            |
| 1.  | Tomasz Bartoszek     |
| 2.  | Wojciech Broczkowski |
| 3.  | Artur Cieślak        |
| 4.  | Kordian Góra         |

| Lp. | Uczestnik            |
| 5.  | Grzegorz Jastrzębski |
| 6.  | Wojciech Kocyan      |
| 7.  | Monika Konopko       |
| 8.  | Agnieszka Kulikow    |

| Lp. | Uczestnik        |
| 9.  | Marta Peter      |
| 10. | Zbigniew Raubo   |
| 11. | Wojciech Świtała |

Konkurs odbył się w dniach 1–20 października 1990. Składał się z trzech etapów i finału. Był to pierwszy Konkurs Chopinowski w historii, w którym jury nie przyznało I nagrody. Zdobywca II nagrody, Amerykanin Kevin Kenner uczestniczył w konkursie po raz drugi (na X Konkursie Chopinowskim w 1980 otrzymał wyróżnienie). Po raz pierwszy w historii nikomu nie przyznano nagrody za wykonanie mazurków. Pianiści mieli do wyboru siedem instrumentów.
Konkurs zaszczyciły dwie koronowane głowy: królowa belgijska Fabiola oraz królowa Hiszpanii Zofia, która dokonała otwarcia wystawy pt. „Podróż romantyczna Fryderyka Chopina i George Sand na Majorkę”.

## Kalendarium
| Kalendarz konkursu    |      |      |      |      |      |      |      |      |      |       |       |       |       |       |       |       |       |       |       |       |
| Faza konkursu         | Data | Data | Data | Data | Data | Data | Data | Data | Data | Data  | Data  | Data  | Data  | Data  | Data  | Data  | Data  | Data  | Data  | Data  |
| Faza konkursu         | 1.10 | 2.10 | 3.10 | 4.10 | 5.10 | 6.10 | 7.10 | 8.10 | 9.10 | 10.10 | 11.10 | 12.10 | 13.10 | 14.10 | 15.10 | 16.10 | 17.10 | 18.10 | 19.10 | 20.10 |
| Koncert inauguracyjny |      |      |      |      |      |      |      |      |      |       |       |       |       |       |       |       |       |       |       |       |
| I etap                |      |      |      |      |      |      |      |      |      |       |       |       |       |       |       |       |       |       |       |       |
| II etap               |      |      |      |      |      |      |      |      |      |       |       |       |       |       |       |       |       |       |       |       |
| III etap              |      |      |      |      |      |      |      |      |      |       |       |       |       |       |       |       |       |       |       |       |
| Finał                 |      |      |      |      |      |      |      |      |      |       |       |       |       |       |       |       |       |       |       |       |
| Koncert laureatów     |      |      |      |      |      |      |      |      |      |       |       |       |       |       |       |       |       |       |       |       |

## Jury
Do konkursowego przebiegu przesłuchań oraz podziału nagród powołano jury, w następującym składzie:
| Skład jury |                         |                   |                         |
| Lp.        | Juror                   | Kraj              | Funkcja                 |
| 1.         | Jan Ekier               | Polska            | przewodniczący jury     |
| 2.         | Eugène Traey            | Belgia            | wiceprzewodniczący jury |
| 3.         | Lew Własienko           | ZSRR              | wiceprzewodniczący jury |
| 4.         | Władimir Aszkenazi      | Islandia Rosja    | członek jury            |
| 5.         | Ryszard Bakst           | Polska            | członek jury            |
| 6.         | Halina Czerny-Stefańska | Polska            | członek jury            |
| 7.         | Anton Dikow             | Bułgaria          | członek jury            |
| 8.         | Siergiej Dorenski       | ZSRR              | członek jury            |
| 9.         | Leon Fleisher           | Stany Zjednoczone | członek jury            |
| 10.        | Lidia Grychtołówna      | Polska            | członek jury            |
| 11.        | Barbara Hesse-Bukowska  | Polska            | członek jury            |
| 12.        | Andrzej Jasiński        | Polska            | członek jury            |
| 13.        | Cyprien Katsaris        | Luksemburg        | członek jury            |
| 14.        | Ivan Klánský            | Czechosłowacja    | członek jury            |
| 15.        | Hiroko Nakamura         | Japonia           | członek jury            |
| 16.        | Gerhard Oppitz          | Niemcy            | członek jury            |
| 17.        | Piotr Paleczny          | Polska            | członek jury            |
| 18.        | Bernard Ringeissen      | Francja           | członek jury            |
| 19.        | Maria Tipo              | Włochy            | członek jury            |
| 20.        | Kazuko Yasukawa         | Japonia           | członek jury            |
| 21.        | Tadeusz Żmudziński      | Polska            | członek jury            |

### Zasady oceny pianistów
Jury oceniało grę poszczególnych uczestników przy pomocy punktów: w I etapie w skali od 1 do 10, w II i III etapie oraz finale w skali od 1 do 25. Wyniki poszczególnych etapów oraz finału ustalane były tak samo jak w poprzednim konkursie.

## Konkurs

### Koncert inauguracyjny
1 października w sali Filharmonii Narodowej zainaugurowano XII Konkurs Chopinowski uroczystym koncertem z udziałem Orkiestry Symfonicznej i Chóru Filharmonii Narodowej pod batutą Kazimierza Korda. Koncert wypełniły utwory czołowych przedstawicieli polskiej muzyki XX wieku, takie jak: III Symfonia, Witolda Lutosławskiego, II Koncert wiolonczelowy, Krzysztofa Pendereckiego w wykonaniu Romana Jabłońskiego oraz oratorium Stabat mater op. 53, Karola Szymanowskiego, w którym partie solowe śpiewali: Izabela Kłosińska, Krystyna Szostek-Radkowa i Jan Opalach. Honorowym gościem koncertu, była królowa Hiszpanii Zofia, która została powitana przez Wojciecha Jaruzelskiego z małżonką. 

### I etap
Przesłuchania konkursowe odbyły się w dniach (2–8 października) w dwóch sesjach przedpołudniowej i popołudniowej w kolejności alfabetycznej, począwszy od wylosowanej wcześniej litery „U”. Jako pierwszy wystąpił w tym etapie Japończyk, Makoto Ueno. Po zakończeniu przesłuchań tego etapu zebrało się jury celem wyłonienia pianistów zakwalifikowanych do kolejnego etapu.

### II etap
Po zakończeniu obrad jury 9 października pod przewodnictwem Jana Ekiera ogłoszono listę 40 pianistów z 13 krajów (w tym 5 Polaków) dopuszczonych do przesłuchań II etapu. Podobnie jak w poprzednim etapie pianiści występowali kolejno w dniach (10–13 października) w dwóch sesjach przedpołudniowej i popołudniowej.
| Lp. | Uczestnik         | Kraj      |
| 1.  | Wu Yi             | Argentyna |
| 2.  | Rueibin Chen      | Austria   |
| 3.  | Tang Zhihua       |           |
| 4.  | Philippe Giusiano | Francja   |
| 5.  | Caroline Sageman  | Francja   |
| 6.  | Mary Wu           | Hongkong  |
| 7.  | Hiroshi Arimori   | Japonia   |
| 8.  | Megumi Fukita     | Japonia   |
| 9.  | Momo Kodama       | Japonia   |
| 10. | Koji Oikawa       | Japonia   |
| 11. | Kyoko Tabe        | Japonia   |
| 12. | Takako Takahashi  | Japonia   |
| 13. | Makoto Ueno       | Japonia   |
| 14. | Yukio Yokoyama    | Japonia   |

| Lp. | Uczestnik            | Kraj              |
| 15. | Bueno Roig           | Kuba              |
| 16. | Camillo Radicke      | Niemcy            |
| 17. | Birgitta Wollenweber | Niemcy            |
| 18. | Tomasz Bartoszek     | Polska            |
| 19. | Kordian Góra         | Polska            |
| 20. | Wojciech Kocyan      | Polska            |
| 21. | Zbigniew Raubo       | Polska            |
| 22. | Wojciech Świtała     | Polska            |
| 23. | Shu Ching-Chen       | Stany Zjednoczone |
| 24. | Alan Gampel          | Stany Zjednoczone |
| 25. | Brenda Hnang         | Stany Zjednoczone |
| 26. | Kevin Kenner         | Stany Zjednoczone |
| 27. | Sam Hoywood          | Wielka Brytania   |
| 28. | Anthony Hughes       | Wielka Brytania   |

| Lp. | Uczestnik              | Kraj            |
| 29. | Graham Scott           | Wielka Brytania |
| 30. | Andrew Wilde           | Wielka Brytania |
| 31. | Fabio Bidini           | Włochy          |
| 32. | Luca Rasca             | Włochy          |
| 33. | Corrado Rollero        | Włochy          |
| 34. | Ilja Gnojenski         |                 |
| 35. | Aleksiej Lukownikow    |                 |
| 36. | Anna Malikowa          |                 |
| 37. | Światosław Monastyrski |                 |
| 38. | Margarita Szewczenko   |                 |
| 39. | Stella Simakowa        |                 |
| 40. | Dymitr Tetertin        |                 |

| Lp. | Uczestnik         | Kraj      |
| 1.  | Wu Yi             | Argentyna |
| 2.  | Rueibin Chen      | Austria   |
| 3.  | Tang Zhihua       |           |
| 4.  | Philippe Giusiano | Francja   |
| 5.  | Caroline Sageman  | Francja   |
| 6.  | Mary Wu           | Hongkong  |
| 7.  | Hiroshi Arimori   | Japonia   |
| 8.  | Megumi Fukita     | Japonia   |
| 9.  | Momo Kodama       | Japonia   |
| 10. | Koji Oikawa       | Japonia   |
| 11. | Kyoko Tabe        | Japonia   |
| 12. | Takako Takahashi  | Japonia   |
| 13. | Makoto Ueno       | Japonia   |
| 14. | Yukio Yokoyama    | Japonia   |

| Lp. | Uczestnik            | Kraj              |
| 15. | Bueno Roig           | Kuba              |
| 16. | Camillo Radicke      | Niemcy            |
| 17. | Birgitta Wollenweber | Niemcy            |
| 18. | Tomasz Bartoszek     | Polska            |
| 19. | Kordian Góra         | Polska            |
| 20. | Wojciech Kocyan      | Polska            |
| 21. | Zbigniew Raubo       | Polska            |
| 22. | Wojciech Świtała     | Polska            |
| 23. | Shu Ching-Chen       | Stany Zjednoczone |
| 24. | Alan Gampel          | Stany Zjednoczone |
| 25. | Brenda Hnang         | Stany Zjednoczone |
| 26. | Kevin Kenner         | Stany Zjednoczone |
| 27. | Sam Hoywood          | Wielka Brytania   |
| 28. | Anthony Hughes       | Wielka Brytania   |

| Lp. | Uczestnik              | Kraj            |
| 29. | Graham Scott           | Wielka Brytania |
| 30. | Andrew Wilde           | Wielka Brytania |
| 31. | Fabio Bidini           | Włochy          |
| 32. | Luca Rasca             | Włochy          |
| 33. | Corrado Rollero        | Włochy          |
| 34. | Ilja Gnojenski         |                 |
| 35. | Aleksiej Lukownikow    |                 |
| 36. | Anna Malikowa          |                 |
| 37. | Światosław Monastyrski |                 |
| 38. | Margarita Szewczenko   |                 |
| 39. | Stella Simakowa        |                 |
| 40. | Dymitr Tetertin        |                 |

### III etap
14 października ogłoszona została lista 15 pianistów z 7 krajów (w tym jedynego Polaka Wojciecha Świtały) dopuszczonych do przesłuchań III etapu. Wojciech Świtała z powodu niedyspozycji nie przystąpił do gry, rezygnując z występu w III etapie.
| Lp. | Uczestnik            | Kraj              |
| 1.  | Rueibin Chen         | Austria           |
| 2.  | Philippe Giusiano    | Francja           |
| 3.  | Caroline Sageman     | Francja           |
| 4.  | Hiroshi Arimori      | Japonia           |
| 5.  | Momo Kodama          | Japonia           |
| 6.  | Koji Oikawa          | Japonia           |
| 7.  | Kyoko Tabe           | Japonia           |
| 8.  | Takako Takahashi     | Japonia           |
| 9.  | Makoto Ueno          | Japonia           |
| 10. | Yukio Yokoyama       | Japonia           |
| 11. | Wojciech Świtała     | Polska            |
| 12. | Kevin Kenner         | Stany Zjednoczone |
| 13. | Corrado Rollero      | Włochy            |
| 14. | Anna Malikowa        | ZSRR              |
| 15. | Margarita Szewczenko | ZSRR              |

| Lp. | Uczestnik            | Kraj              |
| 1.  | Rueibin Chen         | Austria           |
| 2.  | Philippe Giusiano    | Francja           |
| 3.  | Caroline Sageman     | Francja           |
| 4.  | Hiroshi Arimori      | Japonia           |
| 5.  | Momo Kodama          | Japonia           |
| 6.  | Koji Oikawa          | Japonia           |
| 7.  | Kyoko Tabe           | Japonia           |
| 8.  | Takako Takahashi     | Japonia           |
| 9.  | Makoto Ueno          | Japonia           |
| 10. | Yukio Yokoyama       | Japonia           |
| 11. | Wojciech Świtała     | Polska            |
| 12. | Kevin Kenner         | Stany Zjednoczone |
| 13. | Corrado Rollero      | Włochy            |
| 14. | Anna Malikowa        | ZSRR              |
| 15. | Margarita Szewczenko | ZSRR              |

### Finał
16 października wieczorem po zakończeniu przesłuchań trzeciego etapu jury ogłosiło nazwiska 7 pianistów z 5 krajów, dopuszczonych do finału. W drugim dniu finału gościem honorowym XII Konkursu Chopinowskiego była przybyła do Polski królowa belgijska Fabiola, która przysłuchiwała się występom finalistów.
| Lp. | Finalista            | Kraj              |
| 1.  | Caroline Sageman     | Francja           |
| 2.  | Takako Takahashi     | Japonia           |
| 3.  | Yukio Yokoyama       | Japonia           |
| 4.  | Kevin Kenner         | Stany Zjednoczone |
| 5.  | Corrado Rollero      | Włochy            |
| 6.  | Anna Malikowa        | ZSRR              |
| 7.  | Margarita Szewczenko | ZSRR              |

| Lp. | Finalista            | Kraj              |
| 1.  | Caroline Sageman     | Francja           |
| 2.  | Takako Takahashi     | Japonia           |
| 3.  | Yukio Yokoyama       | Japonia           |
| 4.  | Kevin Kenner         | Stany Zjednoczone |
| 5.  | Corrado Rollero      | Włochy            |
| 6.  | Anna Malikowa        | ZSRR              |
| 7.  | Margarita Szewczenko | ZSRR              |

### Koncert laureatów
20 października w sali Filharmonii Narodowej odbyła się ceremonia wręczenia nagród laureatom XII Konkursu Chopinowskiego, po czym odbył się koncert z ich udziałem. Uroczystość zaszczyciła, podobnie jak dzień wcześniej, jako gość honorowy królowa belgijska Fabiola, w obecności Wojciecha Jaruzelskiego z małżonką oraz m.in. Tadeusza Mazowieckiego.

## Nagrody i wyróżnienia
W nocy z 20 na 21 października jury ogłosiło ostateczne wyniki XII Konkursu Chopinowskiego. Zdobywcy drugiego i trzeciego miejsca zostali uhonorowani medalami (pierwszego nie przyznano). Wszyscy finaliści otrzymali stosownie do zajętego miejsca bądź wyróżnienia odpowiednią nagrodę finansową. Zgodnie z regulaminem nagrodzeni zobowiązani byli do udziału w kończącym konkurs, koncercie laureatów. Kevin Kenner został również zdobywcą nagrody publiczności
| Nagrody główne               |                      |                   |                                   |
| Nagroda                      | Laureat              | Kraj              | Fundator nagrody                  |
| złoto                        | Nie przyznano        |                   | Minister Kultury i Sztuki         |
| srebro                       | Kevin Kenner         | Stany Zjednoczone | Minister Kultury i Sztuki         |
| brąz                         | Yukio Yokoyama       | Japonia           | Minister Kultury i Sztuki         |
| 4                            | Corrado Rollero      | Włochy            | Minister Kultury i Sztuki         |
| 4                            | Margarita Szewczenko | ZSRR              | Minister Kultury i Sztuki         |
| 5                            | Anna Malikowa        | ZSRR              | Minister Kultury i Sztuki         |
| 5                            | Takako Takahashi     | Japonia           | Minister Kultury i Sztuki         |
| 6                            | Caroline Sageman     | Francja           | Minister Kultury i Sztuki         |
| Wyróżnienia                  |                      |                   |                                   |
| Wyróżniony                   | Wyróżniony           | Kraj              | Fundator nagrody                  |
| Hiroshi Arimori              | Hiroshi Arimori      | Japonia           | Minister Kultury i Sztuki         |
| Philippe Giusiano            | Philippe Giusiano    | Francja           | Minister Kultury i Sztuki         |
| Koji Oikawa                  | Koji Oikawa          | Japonia           | Minister Kultury i Sztuki         |
| Kyoko Tabe                   | Kyoko Tabe           | Japonia           | Minister Kultury i Sztuki         |
| Nagrody Specjalne            |                      |                   |                                   |
| Nagroda                      | Nagrodzony           | Kraj              | Fundator nagrody                  |
| Najlepsze wykonanie poloneza | Kevin Kenner         | Stany Zjednoczone | Towarzystwo im. Fryderyka Chopina |
| Najlepsze wykonanie poloneza | Wojciech Świtała     | Polska            | Towarzystwo im. Fryderyka Chopina |
| Najlepsze wykonanie mazurków | Nie przyznano        |                   | Polskie Radio                     |
| Najlepsze wykonanie koncertu | Nie przyznano        |                   | Filharmonia Narodowa              |